# Cantonul Castets
Cantonul Castets este un canton din arondismentul Dax, departamentul Landes, regiunea Aquitania, Franța.

## Comune
- Castets (reședință)
- Léon
- Lévignacq
- Linxe
- Lit-et-Mixe
- Saint-Julien-en-Born
- Saint-Michel-Escalus
- Taller
- Uza
- Vielle-Saint-Girons